# パルティール債権回収
パルティール債権回収株式会社（ぱるてぃーるさいけんかいしゅう、英: PARTIR Servicer Co.,Ltd.）は、債権管理回収業（サービサー）を営む日本の企業である。Jトラストグループの1社であり、株式会社日本保証の完全子会社。法務大臣許可番号は第113号。

## 概要
Jトラストの日本の金融事業における中核企業。

### 業務内容
「債権管理回収業に関する特別措置法」（サービサー法）に基づき、法務大臣より営業許可を受けた民間の専門会社。金融機関等から委託を受け、または譲り受けて、特定金銭債権の管理回収を行う。
- 債権管理回収業に関する特別措置法に基づく債権管理回収業
- 同法12条第1項に定める特定金銭債権の管理または回収を行う業務
- 不動産の所有、売買、賃貸借、管理並びに仲介業務
- 中古各種動産の賃貸借および売買
- 特定金銭債権の資産適正評価手続業務
- 特定金銭債権の売買業務・売買仲介業務
- 前各号に付帯関連する一切の業務

## 沿革
- 2007年08月 - 「かざか債権回収株式会社」　設立
- 2008年02月 - 法務大臣許可第113号取得
- 2008年08月 - Jトラスト株式会社の100％子会社となる
- 2008年09月 - 「パルティール債権回収株式会社」へ商号変更
- 2010年09月 - 「大阪営業所」の名称を「関西営業所」に変更
- 2010年10月 - 「東海営業所」、「四国営業所」開設
- 2012年01月 - 「九州営業所」開設
- 2012年02月 - 一般財団法人日本情報経済社会推進協会よりプライバシーマークの付与認定を受ける
- 2012年12月 - 「本社営業所」の名称を「東京営業所」に変更
- 2014年01月 - 「北海道営業所」開設
- 2015年06月 - 株式会社日本保証の100％子会社となる
- 2017年06月 - 「北海道営業所」閉鎖